# كين بوكس
كين بوكس (بالإنجليزية: Kenneth Box) هو منافس ألعاب قوى بريطاني، ولد في 1 ديسمبر 1930 في ليفربول في المملكة المتحدة.

## وصلات خارجية
- كين بوكس على موقع الاتحاد الدولي لألعاب القوى (الإنجليزية)
- كين بوكس على موقع اللجنة الأولمبية الدولية (الإنجليزية)
- كين بوكس على موقع أوليمبيديا (الإنجليزية)
- كين بوكس على موقع اللجنة الأولمبية البريطانية (الإنجليزية)
- كين بوكس على موقع اتحاد ألعاب الكومنولث (مؤرشف) (الإنجليزية)